# Kirchspiel Wolbeck
Kirchspiel Wolbeck war bis 1957 eine Gemeinde im Kreis Münster in Nordrhein-Westfalen. Die Gemeinde war eine der im Münsterland mehrfach vorkommenden „Kirchspielgemeinden“, die das bäuerliche Umland eines Kirchorts umfassten. Ihr Gebiet gehört heute zum Stadtbezirk Süd-Ost der Stadt Münster.

## Geografie

Wigbold und Kirchspiel Wolbeck im 19. Jahrhundert

Die Gemeinde Kirchspiel Wolbeck umschloss ringförmig das Wigbold Wolbeck und besaß eine Fläche von 18,27 km². Im Norden der Gemeinde lagen unter anderem die Gutshöfe Holthausen und Möllenbeck. Im Süden der Gemeinde erstreckte sich der Wolbecker Tiergarten.

## Geschichte
Das Gebiet der Gemeinde Kirchspiel Wolbeck gehörte nach der Napoleonischen Zeit zunächst zur Bürgermeisterei Wolbeck im 1816 gegründeten Kreis Münster. Mit der Einführung der Westfälischen Landgemeindeordnung wurde 1843 aus der Bürgermeisterei Wolbeck das Amt Wolbeck. Die Gemeinde Kirchspiel Wolbeck wurde zu dieser Zeit teilweise auch als Außengemeinde Wolbeck bezeichnet. Zum 1. April 1957 wurden die Gemeinden Wigbold Wolbeck und Kirchspiel Wolbeck zur Gemeinde Wolbeck zusammengeschlossen. Die Gemeinde Wolbeck ist seit 1975 Teil der Stadt Münster.

## Einwohnerentwicklung
| Jahr | Einwohner |
| ---- | --------- |
| 1832 | 275       |
| 1858 | 320       |
| 1871 | 279       |
| 1885 | 280       |
| 1895 | 312       |
| 1910 | 339       |
| 1939 | 0478      |
| 1946 | 0985      |
| 1950 | 11460     |